# Muikkusaari (ö i Päijänne-Tavastland, Lahtis, lat 61,65, long 26,00)
Muikkusaari är en ö i Finland. Den ligger i sjön Rautavesi och i kommunen Gustav Adolfs i den ekonomiska regionen  Lahtis ekonomiska region  och landskapet Päijänne-Tavastland, i den södra delen av landet, 170 km norr om huvudstaden Helsingfors. Öns area är 0,2 hektar och dess största längd är 80 meter i sydväst-nordöstlig riktning.